# Alloeochaete namuliensis
Alloeochaete namuliensis är en gräsart som beskrevs av Lucy Katherine Armitage Chippindall. Alloeochaete namuliensis ingår i släktet Alloeochaete och familjen gräs. Inga underarter finns listade i Catalogue of Life.